# Ping-Pong (virus)
Il Ping-Pong virus (o Boot, Bouncing Ball, Bouncing Dot, Italian, Italian-A o anche VeraCruz) è un virus informatico scoperto il 1º marzo 1988 al Politecnico di Torino. È stato probabilmente il virus più comune e noto, comunque in inferiorità numerica del virus Stoned.

## Metodo di replicazione
I computer potrebbero essere contaminati da un disco infetto, mostrando un Cluster danneggiato di 1kB (quest'ultimo nel disco usato dal virus per trovare il boot sector originale) alla maggior parte dei programmi del controllo del disco. A causa dell'etichettazione come cluster danneggiato, MS-DOS eviterà di sovrascriverlo. Infetta dischi su ogni drive attivo e anche partizioni non avviabili sul disco rigido. Al momento dell'infezione, il virus diventa residente della memoria del PC.

## Effetto
Il virus potrebbe diventare attivo se un accesso al disco è fatto nella mezz'ora e inizia a mostrare un carattere ASCII ("•"), rimbalzando sullo schermo (in modalità testo e in modalità grafica).
La versione originale Ping-Pong.A infetta solo i floppy disk. Quest'ultima versione è scomparsa ma la variante a disco rigido può ancora riprodurlo.